# Guillaume Cale
Guillaume Cale, Wilhelm Cale (zm. 1358 w Clermont) – chłopski przywódca powstania ludowego w 1358 roku we Francji zwanego Żakerią.
Wilhelm Cale, były żołnierz w armii francuskiej, jest jednak bardziej znany jako Jacques Bonhomme czyli Kuba Poczciwiec. To pogardliwe przezwisko szlachta następnie przeniosła na wszystkich chłopów biorących udział w powstaniu, w którym chłopi nawoływali do stworzenia świata bez szlachty. Cale umieścił swą kwaterę w Clermont i próbował zająć Compiègne. Po opanowaniu okolic Beauvais powstańcy bezskutecznie zabiegali o pomoc miast. Po uzyskaniu angielskiej pomocy wojska  króla Karola II Złego stłumiły powstanie. Zaproszony do Clermont na naradę Cale został schwytany i z rozkazu Karola Złego stracony. Na głowę włożono mu rozżarzoną obręcz i ścięto. Według innej wersji, Wilhelm Cale został schwytany przed rozstrzygającą bitwą pod Meaux i powieszony w Clermont.